# Таранущенко Петро Васильович
Таранущенко Петро Васильович (1 лютого 1883 — березень 1919) — командир полку Дієвої армії УНР.

## Життєпис
Рідний брат Якова Таранущенка Народився у Полтаві. Закінчив Полтавське реальне училище, артилерійське училище, служив у 34-й (Сімферополь) та 9-й (Полтава) артилерійських бригадах. Під час Першої світової війни потрапив до австро-угорського полону. Останнє звання у російській армії капітан.
З 12 травня 1918 р. — командир гарматного полку 1-ї козацько-стрілецької (Сірожупанної) дивізії Армії Української Держави. У листопаді 1918 р. під час протигетьманського повстання був усунутий від командування полком. На початку січня 1919 р. повернувся на попередню посаду. Загинув разом з усім полком у березні 1919 р. у бою проти червоної кінноти між Бердичевом та Житомиром.